# Lista premiilor și nominalizărilor lui Chris Brown
Această pagină prezintă nominalizările și premiile câștigate de artistul american Chris Brown.

## American Music Awards
Chris Brown a fost nominalizat de 9 ori la American Music Awards, câștigând trei premii.
| An   | Beneficiar  | Premiu                        | Rezultat     |
| ---- | ----------- | ----------------------------- | ------------ |
| 2006 | Chris Brown | Favorite Soul/R&B Male Artist | Nominalizare |
| 2008 | Chris Brown | Favorite Pop/Rock Male Artist | Câștigat     |
| 2008 | Chris Brown | Favorite Soul/R&B Male Artist | Câștigat     |
| 2008 | Chris Brown | Artist of the Year            | Câștigat     |
| 2010 | Chris Brown | Favorite Soul/R&B Male Artist | Nominalizare |
| 2011 | Chris Brown | Favorite Soul/R&B Male Artist | Nominalizare |
| 2011 | F.A.M.E.    | Favorite Soul/R&B Album       | Câștigat     |
| 2012 | Chris Brown | Favorite Soul/R&B Male Artist | Nominalizare |
| 2012 | Fortune     | Favorite Soul/R&B Album       | Nominalizare |

## ARIA Music Awards
| An   | Beneficiar  | Premiu                            | Rezultat     |
| ---- | ----------- | --------------------------------- | ------------ |
| 2011 | Chris Brown | Most Popular International Artist | Nominalizare |

## BET Awards
| An   | Beneficiar          | Premiu                     | Rezultat     |
| ---- | ------------------- | -------------------------- | ------------ |
| 2006 | Chris Brown         | Best New Artist            | Câștigat     |
| 2006 | Chris Brown         | Best Male R&B Artist       | Nominalizare |
| 2006 | "Yo"                | Viewer's Choice            | Câștigat     |
| 2008 | Chris Brown         | Best Male R&B Artist       | Câștigat     |
| 2008 | "Kiss Kiss"         | Best Collaboration         | Nominalizare |
| 2008 | "Kiss Kiss"         | Viewer's Choice            | Nominalizare |
| 2008 | "No Air"            | Viewer's Choice            | Nominalizare |
| 2010 | Chris Brown         | Best Male R&B Artist       | Nominalizare |
| 2010 | Chris Brown         | AOL Fandemonium Award      | Câștigat     |
| 2011 | Chris Brown         | Best Male R&B Artist       | Câștigat     |
| 2011 | "Look at Me Now"    | Best Collaboration         | Câștigat     |
| 2011 | "Look at Me Now"    | Video of the Year          | Câștigat     |
| 2011 | "Look at Me Now"    | Viewer's Choice Award      | Câștigat     |
| 2011 | "Deuces"            | Best Collaboration         | Nominalizare |
| 2011 | Chris Brown         | Best Actor                 | Nominalizare |
| 2011 | Chris Brown         | AOL Fandemonium Award      | Câștigat     |
| 2012 | Chris Brown         | Best Male R&B Artist       | Câștigat     |
| 2012 | Chris Brown         | Video Director of the Year | Nominalizare |
| 2012 | Chris Brown         | Fandemonium Award          | Câștigat     |
| 2012 | "Turn Up the Music" | Viewer's Choice            | Nominalizare |
| 2013 | Chris Brown         | Best Male R&B Artist       | Nominalizare |
| 2013 | Chris Brown         | Fandemonium Award          | Câștigat     |
| 2014 | Chris Brown         | Best Male R&B Artist       | Nominalizare |
| 2014 | Chris Brown         | Video Director of the Year | Nominalizare |
| 2014 | Fine China          | Video of the Year          | Nominalizare |

### BET Pre-Awards
| An   | Beneficiar | Premiu                | Rezultat |
| ---- | ---------- | --------------------- | -------- |
| 2008 | "No Air"   | Best Heartbreak Video | Câștigat |

### BET Hip Hop Awards
| An   | Beneficiar       | Premiu                      | Rezultat     |
| ---- | ---------------- | --------------------------- | ------------ |
| 2008 | "Get Like Me"    | Best Hip Hop Video          | Nominalizare |
| 2008 | "Get Like Me"    | Best Hip Hop Collabo        | Nominalizare |
| 2011 | "Look at Me Now" | People's Champ Award        | Câștigat     |
| 2011 | "Look at Me Now" | Reese's Perfect Combo Award | Câștigat     |
| 2011 | "Look at Me Now" | Best Hip Hop Video          | Câștigat     |

## Billboard Music Awards
| An   | Beneficiar                                             | Premiu                  | Rezultat     |
| ---- | ------------------------------------------------------ | ----------------------- | ------------ |
| 2006 | Chris Brown                                            | Male Artist of the Year | Câștigat     |
| 2006 | Chris Brown                                            | New Artist of the Year  | Câștigat     |
| 2006 | Chris Brown                                            | Artist of the Year      | Câștigat     |
| 2008 | Chris Brown                                            | Artist of the Year      | Câștigat     |
| 2012 | Chris Brown                                            | Top Male Artist         | Nominalizare |
| 2012 | Chris Brown                                            | Top R&B Artist          | Câștigat     |
| 2012 | "She Ain't You"                                        | Top R&B Song            | Nominalizare |
| 2012 | F.A.M.E                                                | Top R&B Album           | Nominalizare |
| 2013 | Chris Brown                                            | Top R&B Artist          | Nominalizare |
| 2013 | Fortune                                                | Top R&B Album           | Nominalizare |
| 2013 | "Algo Me Gusta de Ti" (with Wisin & Yandel and T-Pain) | Top Latin Song          | Nominalizare |

## Billboard Latin Music Awards
| An   | Beneficiar                                             | Premiu                        | Rezultat     |
| ---- | ------------------------------------------------------ | ----------------------------- | ------------ |
| 2013 | Chris Brown                                            | Crossover Artist of the Year  | Nominalizare |
| 2013 | "Algo Me Gusta de Ti" (with Wisin & Yandel and T-Pain) | Song of the Year, Vocal Event | Nominalizare |
| 2013 | "Algo Me Gusta de Ti" (with Wisin & Yandel and T-Pain) | Latin Pop Song of the Year    | Nominalizare |

## Billboard R&B/Hip-Hop Awards
| An   | Beneficiar  | Premiu                           | Rezultat     |
| ---- | ----------- | -------------------------------- | ------------ |
| 2006 | "Run It!"   | Hot R&B/Hip-Hop Songs Sales      | Nominalizare |
| 2006 | Chris Brown | Top R&B/Hip-Hop Songs Artist     | Nominalizare |
| 2006 | Chris Brown | Top New R&B/Hip-Hop Songs Artist | Nominalizare |

## Golden Raspberry Awards
| An   | Beneficiar         | Premiu                 | Rezultat     |
| ---- | ------------------ | ---------------------- | ------------ |
| 2014 | Battle of the Year | Worst Supporting Actor | Nominalizare |

## Premiile Grammy
| An   | Beneficiar       | Premiu                                             | Rezultat     |
| ---- | ---------------- | -------------------------------------------------- | ------------ |
| 2007 | Chris Brown      | Best New Artist                                    | Nominalizare |
| 2007 | Chris Brown      | Best Contemporary R&B Album                        | Nominalizare |
| 2008 | "Kiss Kiss"      | Best Rap/Sung Collaboration                        | Nominalizare |
| 2009 | "No Air"         | Best Pop Collaboration with Vocals                 | Nominalizare |
| 2009 | "Take You Down"  | Best Male R&B Vocal Performance                    | Nominalizare |
| 2011 | "Take My Time"   | Best R&B Performance by a Duo or Group with Vocals | Nominalizare |
| 2011 | Graffiti         | Best Contemporary R&B Album                        | Nominalizare |
| 2011 | "Deuces"         | Best Rap/Sung Collaboration                        | Nominalizare |
| 2012 | F.A.M.E.         | Best R&B Album                                     | Câștigat     |
| 2012 | "Look at Me Now" | Best Rap Performance                               | Nominalizare |
| 2012 | "Look at Me Now" | Best Rap Song                                      | Nominalizare |
| 2013 | Fortune          | Best Urban Contemporary Album                      | Nominalizare |

## International Dance Music Awards
| An   | Beneficiar           | Premiu                       | Rezultat     |
| ---- | -------------------- | ---------------------------- | ------------ |
| 2007 | "Run It!"            | Best R&B/Urban Dance Track   | Nominalizare |
| 2012 | "Beautiful People"   | Best R&B/Urban Dance Track   | Nominalizare |
| 2012 | "Look at Me Now"     | Best Rap/Hip Hop Dance Track | Nominalizare |
| 2013 | "International Love" | Best Latin Dance Track       | Câștigat     |

## Lo Nuestro Awards
| An   | Beneficiar                                             | Premiu                    | Rezultat     |
| ---- | ------------------------------------------------------ | ------------------------- | ------------ |
| 2014 | "Algo Me Gusta de Ti" (with Wisin & Yandel and T-Pain) | Collaboration of the Year | Nominalizare |
| 2014 | "Algo Me Gusta de Ti" (with Wisin & Yandel and T-Pain) | Urban Song of the Year    | Nominalizare |

## Meteor Music Awards
The Meteor Music Awards are an annual awards show from Irish Recording Music Association. Brown received one nomination.
| An   | Beneficiar  | Premiu                    | Rezultat     |
| ---- | ----------- | ------------------------- | ------------ |
| 2009 | Chris Brown | International Male Artist | Nominalizare |

## MOBO Awards
The MOBO Awards (an acronym for "Music of Black Origin") were established in 1996 by Kanya King. They are held annually in the United Kingdom to recognize artists of any race or nationality performing music of black origin. Brown has won two awards from four nominations.
| An   | Beneficiar  | Premiu                  | Rezultat     |
| ---- | ----------- | ----------------------- | ------------ |
| 2006 | Chris Brown | Best International Male | Nominalizare |
| 2006 | "Run It!"   | Best Video              | Nominalizare |
| 2008 | Chris Brown | Best International Act  | Câștigat     |
| 2008 | Chris Brown | Best R&B/Soul           | Câștigat     |

## MTV Movie Awards
The MTV Movie Awards were established in 1992 and is a film awards show presented annually on MTV. Brown has been nominated once.
| An   | Beneficiar     | Premiu                        | Rezultat     |
| ---- | -------------- | ----------------------------- | ------------ |
| 2008 | This Christmas | Best Breakthrough Performance | Nominalizare |

## MTV Awards

### MTV Video Music Awards
The MTV Video Music Awards were established in 1984 by MTV to celebrate the top music videos of the year. Brown has won three awards from twelve nominations.
| An   | Beneficiar                      | Premiu                       | Rezultat     |
| ---- | ------------------------------- | ---------------------------- | ------------ |
| 2006 | "Run It"                        | Best New Artist              | Nominalizare |
| 2006 | "Run It"                        | Viewer's Choice              | Nominalizare |
| 2006 | "Yo (Excuse Me Miss)"           | Best R&B Video               | Nominalizare |
| 2007 | "Wall to Wall"                  | Best Choreography in a Video | Nominalizare |
| 2008 | "With You"                      | Best Male Video              | Câștigat     |
| 2008 | "Kiss Kiss"                     | Best Choreography            | Nominalizare |
| 2008 | "Forever"                       | Best Choreography            | Nominalizare |
| 2008 | "Forever"                       | Video of the Year            | Nominalizare |
| 2008 | "Forever"                       | Best Dance Video             | Nominalizare |
| 2011 | "Look at Me Now"                | Best Hip-Hop Video           | Nominalizare |
| 2011 | "Look at Me Now"                | Best Collaboration           | Nominalizare |
| 2012 | "Turn Up the Music"             | Best Male Video              | Câștigat     |
| 2012 | "Turn Up the Music"             | Best Choreography            | Câștigat     |
| 2013 | "Fine China"                    | Best Choreography            | Nominalizare |
| 2014 | "Loyal" (with Lil Wayne & Tyga) | Best Collaboration           | În așteptare |

### MTV Australia Awards
The MTV Australia Awards were established in 2005 and is Australia's first awards show to celebrate both local and international acts. Brown has won one award from four nominations.
| An   | Beneficiar            | Premiu          | Rezultat     |
| ---- | --------------------- | --------------- | ------------ |
| 2006 | "Run It!"             | Best R&B Video  | Câștigat     |
| 2006 | Chris Brown           | Best New Artist | Nominalizare |
| 2006 | "Yo (Excuse Me Miss)" | Best R&B Video  | Nominalizare |
| 2006 | "Run It!"             | Viewer's Choice | Nominalizare |

### MTV Europe Music Awards
The MTV Europe Music Awards were established in 1994 by MTV Europe to celebrate the most popular music videos in Europe. Brown has been nominated four times.
| An   | Beneficiar                          | Premiu                       | Rezultat     |
| ---- | ----------------------------------- | ---------------------------- | ------------ |
| 2006 | Chris Brown                         | Artist's Choice              | Nominalizare |
| 2008 | Chris Brown                         | Ultimate Urban               | Nominalizare |
| 2012 | "International Love" (with Pitbull) | Best Song                    | Nominalizare |
| 2012 | Chris Brown                         | Worldwide Act: North America | Nominalizare |

### MTV Video Music Awards Japan
The MTV Video Music Awards Japan were established in 2002 to celebrate the most popular music videos from Japanese and international artists. Brown has been nominated once.
| An   | Beneficiar         | Premiu            | Rezultat     |
| ---- | ------------------ | ----------------- | ------------ |
| 2008 | "Kiss Kiss"        | Best Male Video   | Nominalizare |
| 2008 | "Kiss Kiss"        | Best R&B Video    | Nominalizare |
| 2012 | "Yeah 3x"          | Best Choreography | Nominalizare |
| 2013 | "Turn Up the Music | Best Choreography | Nominalizare |

## MuchMusic Video Awards
The MuchMusic Video Awards are annual awards presented by the Canadian music video channel MuchMusic to honor the year's best music videos. Chris has been nominated twice.
| An   | Beneficiar   | Premiu                                 | Rezultat     |
| ---- | ------------ | -------------------------------------- | ------------ |
| 2008 | "Kiss Kiss"  | Best International Video               | Nominalizare |
| 2012 | "Next 2 You" | International Artist Video of the Year | Nominalizare |

## NAACP Image Awards
The NAACP Image Awards is an award presented annually by the American National Association for the Advancement of Colored People (NAACP) to honor outstanding people of color in film, television, music and literature. Brown has won two awards from six nominations.
| An   | Beneficiar  | Premiu                  | Rezultat     |
| ---- | ----------- | ----------------------- | ------------ |
| 2006 | Chris Brown | Outstanding New Artist  | Câștigat     |
| 2007 | Chris Brown | Outstanding New Artist  | Nominalizare |
| 2008 | Chris Brown | Outstanding Male Artist | Câștigat     |
| 2008 | Exclusive   | Outstanding Album       | Nominalizare |
| 2012 | Chris Brown | Outstanding Male Artist | Nominalizare |
| 2012 | F.A.M.E.    | Outstanding Album       | Nominalizare |

## Nickelodeon Kids' Choice Awards
The Nickelodeon Kids' Choice Awards were established in 1988 and is an annual awards show that honors the year's biggest television, film and music acts, as voted by the people who watch the Nickelodeon cable channel. Brown has won one award from two nominations. Chris was nominated in 2009, but his nomination was withdrawn following his domestic violence case.
| An   | Beneficiar  | Premiu               | Rezultat     |
| ---- | ----------- | -------------------- | ------------ |
| 2007 | Chris Brown | Favorite Male Singer | Nominalizare |
| 2008 | Chris Brown | Favorite Male Singer | Câștigat     |

### Nickelodeon UK Kids Choice Awards
The Nickelodeon UK Kids Choice Awards is an annual awards show, similar to the American and Australian versions. Brown has won one award.
| An   | Beneficiar  | Premiu          | Rezultat |
| ---- | ----------- | --------------- | -------- |
| 2008 | Chris Brown | Favorite Singer | Câștigat |

## NRJ Music Awards
| An   | Beneficiar  | Premiu                                | Rezultat     |
| ---- | ----------- | ------------------------------------- | ------------ |
| 2009 | Chris Brown | International Male Artist of the Year | Nominalizare |

## Ozone Awards
The Ozone Awards is an awards show focused on Southern musicians. Brown has won one award of two nominations.
| An   | Beneficiar    | Premiu                                      | Rezultat     |
| ---- | ------------- | ------------------------------------------- | ------------ |
| 2008 | Chris Brown   | Best R&B Artist                             | Câștigat     |
| 2008 | "Get Like Me" | Ozone Awards for Best Rap/R&B Collaboration | Nominalizare |

## Peoples Choice Awards
The Peoples Choice Awards is an annual award show from pop culture on Movie, television, and Music. Brown received two awards from five nominations .
| An   | Beneficiar                           | Premiu                   | Rezultat     |
| ---- | ------------------------------------ | ------------------------ | ------------ |
| 2009 | Chris Brown                          | Favorite Male Artist     | Câștigat     |
| 2009 | "No Air" (shared with Jordin Sparks) | Favorite Combined Forces | Câștigat     |
| 2009 | "With You"                           | Favorite R&B Song        | Nominalizare |
| 2009 | Chris Brown                          | Favorite Star Under 25   | Nominalizare |
| 2012 | Chris Brown                          | Favorite R&B Artist      | Nominalizare |
| 2013 | Chris Brown                          | Favorite Male Artist     | Nominalizare |

## Premios Juventud
The Premios Juventud are awarded annually by the television network Univision in the United States. Brown has received three nominations.
| An   | Beneficiar                                             | Premiu                                            | Rezultat     |
| ---- | ------------------------------------------------------ | ------------------------------------------------- | ------------ |
| 2012 | "International Love" (with Pitbull)                    | La Combinación Perfecta (The Perfect Combination) | Nominalizare |
| 2012 | "International Love" (with Pitbull)                    | Mi Ringtone (My Ringtone)                         | Nominalizare |
| 2013 | "Algo Me Gusta de Ti" (with Wisin & Yandel and T-Pain) | La Combinación Perfecta (The Perfect Combination) | Nominalizare |

## Soul Train Music Awards
The Soul Train Music Awards is an annual award show aired in national broadcast syndication that honors the best in African American music and entertainment established in 1987. Brown has won two awards from nine nominations.
| An   | Beneficiar            | Premiu                        | Rezultat     |
| ---- | --------------------- | ----------------------------- | ------------ |
| 2006 | Chris Brown           | Best R&B/Soul New Artist      | Câștigat     |
| 2007 | "Yo (Excuse Me Miss)" | Best R&B/Soul Single          | Nominalizare |
| 2007 | Chris Brown           | Best R&B/Soul Album           | Nominalizare |
| 2011 | Chris Brown           | Best Male R&B/Soul Artist     | Nominalizare |
| 2011 | F.A.M.E.              | Album of the Year             | Câștigat     |
| 2011 | "Look at Me Now"      | Best Hip-Hop Song of the Year | Nominalizare |
| 2011 | "She Ain't You"       | Song of the Year              | Nominalizare |
| 2011 | "She Ain't You"       | Best Dance Performance        | Nominalizare |
| 2012 | "Turn Up the Music"   | Best Dance Performance        | Nominalizare |

## Teen Choice Awards
The Teen Choice Awards were established in 1999 to honor the year's biggest achievements in music, movies, sports and television, as voted for by young people aged between 13 and 19. Brown has won seven awards from twenty nominations.
| An   | Beneficiar         | Premiu                                | Rezultat     |
| ---- | ------------------ | ------------------------------------- | ------------ |
| 2006 | Chris Brown        | Choice Male Hottie                    | Nominalizare |
| 2006 | Chris Brown        | Choice R&B Artist                     | Nominalizare |
| 2006 | Chris Brown        | Choice Breakout Male                  | Câștigat     |
| 2007 | Stomp the Yard     | Choice Movie: Breakout Male           | Nominalizare |
| 2007 | Chris Brown        | Choice Music: R&B Artist              | Nominalizare |
| 2007 | "Wall to Wall"     | Choice Music: R&B Track               | Nominalizare |
| 2008 | "With You"         | Choice Music: Single                  | Nominalizare |
| 2008 | "No Air"           | Choice Hookup                         | Câștigat     |
| 2008 | "Shawty Get Loose" | Choice Hookup                         | Nominalizare |
| 2008 | Chris Brown        | Choice Music: Male Artist             | Câștigat     |
| 2008 | Chris Brown        | Choice Music: R&B Artist              | Câștigat     |
| 2008 | "No Air"           | Choice Music: Love Song               | Nominalizare |
| 2008 | "Forever"          | Choice Music: R&B Track               | Câștigat     |
| 2008 | "Shawty Get Loose" | Choice Music: Rap/Hip Hop Track       | Câștigat     |
| 2008 | Chris Brown        | Choice Male Hottie                    | Nominalizare |
| 2008 | Chris Brown        | Choice Red Carpet Fashion Icon Male   | Nominalizare |
| 2008 | Chris Brown        | Post Show: Best Acceptable Speech     | Nominalizare |
| 2008 | Chris Brown        | Post Show: Spontaneously Crazy Moment | Nominalizare |
| 2008 | Chris Brown        | Post Show: Best Dressed Male          | Nominalizare |
| 2008 | Chris Brown        | Post Show: Celebrity Cameo            | Câștigat     |

## TRL Awards
The TRL Awards were established in 2006 by MTV Italy to celebrate the most popular artists and music videos in Italy. Brown has won one award.
| An   | Beneficiar  | Premiu        | Rezultat |
| ---- | ----------- | ------------- | -------- |
| 2006 | Chris Brown | Fake ID Award | Câștigat |

## World Music Awards
The World Music Awards were established in 1989 and is an international awards show that annually honors musicians based on their worldwide sales figures, which are provided by the International Federation of the Phonographic Industry. Brown has won one award from seven nominations.
| An   | Beneficiar                        | Premiu                               | Rezultat     |
| ---- | --------------------------------- | ------------------------------------ | ------------ |
| 2006 | Chris Brown                       | World's Best R&B Artist              | Nominalizare |
| 2008 | Chris Brown                       | World's Best Male R&B Artist         | Câștigat     |
| 2013 | "Don't Wake Me Up"                | World's Best Song                    | Nominalizare |
| 2013 | "Don't Wake Me Up"                | World's Best Video                   | Nominalizare |
| 2013 | Chris Brown                       | World's Best Male Artist             | Nominalizare |
| 2013 | Chris Brown                       | World's Best Live Act                | Nominalizare |
| 2013 | Chris Brown                       | World's Best Entertainer of the Year | Nominalizare |
| 2013 | Fortune                           | World's Best Album                   | Nominalizare |
| 2014 | "Love More"                       | World's Best Song                    | În așteptare |
| 2014 | "Show Me" w/ Kid Ink              | World's Best Song                    | În așteptare |
| 2014 | Chris Brown                       | World's Best Entertainer of the Year | În așteptare |
| 2014 | Chris Brown                       | World's Best Male Artist             | În așteptare |
| 2014 | Chris Brown                       | World's Best Live Act                | În așteptare |
| 2014 | "Fine China"                      | World's Best Video                   | În așteptare |
| 2014 | "Don't Wake Me Up"                | World's Best Video                   | În așteptare |
| 2014 | "It Won't Stop" w/ Sevyn Streeter | World's Best Video                   | În așteptare |
| 2014 | Fortune                           | World's Best Album                   | În așteptare |